# Pete Pumiglio
Pete Pumiglio (* 12. Dezember 1902 in Cristóbal, Kanalzone; † 20. Oktober 1996 in New Port Richey, Florida) war ein US-amerikanischer Musiker des frühen Jazz (Altsaxophon, Klarinette).
Pumiglio arbeitete ab Mitte der 1920er-Jahre als Musiker in Studiobands wie den California Ramblers, University Six (mit Arthur Fields), Ted Wallace and his Orchestra, Seven Blue Babies, Varsity Eight (mit Tommy Dorsey), Irving Kaufman, The Goofus Five (mit Stan King und Ed Kirkeby), Arnold Johnson, The Singing Boys (mit Smith Ballew, Adrian Rollini), Red Nichols, den Hot Air Men (mit Phil Napoleon) und mit Joe Venuti.  Ab 1937 war er Mitglied des Raymond Scott Quintette. Im Bereich des Jazz war er zwischen 1926 und 1962 an 218 Aufnahmesessions beteiligt, u. a. auch mit Bea Wain, Benny Goodman, Lee Richardson und Joe Glover.